# Parkinsonia praecox
Parkinsonia praecox (syn. Cercidium praecox) є видом квіткових рослин із родини Fabaceae. Його батьківщиною є сухі неотропіки від Мексики до Аргентини (Аргентина, Болівія, Бразилія, Колумбія, Еквадор, Гватемала, Мексика, Парагвай, Перу, Венесуела). Це невелике дерево досягає від 6 до 9 метрів, зазвичай воно трохи ширше за висоту.

## Культивування
Parkinsonia praecox цінується як квіткова декоративна рослина за жовті китиці квітів, що рано розпускаються, жовто-зелену кору та витончене розгалуження гілок. Пристосований до посухи вид, він скидає листя в сухий сезон. Перезволоження спричинить його швидкий ріст із слабкою деревиною, а потім він, ймовірно, зруйнується.